# Et andet liv (dokumentarfilm)
|  | Denne artikel er oprettet af botten Steenthbot ud fra en ekstern database. Den kan derfor have sproglige fejl eller mangler. Denne skabelon kan fjernes efter kontrol af indholdet. |

Et andet liv er en dansk dokumentarfilm fra 1984 instrueret af Steen Yssing og Jakob Nielsen efter deres manuskript.

## Handling
Lone får at vide, at hun har dissemineret sclerose. Hun ryger ind i en psykisk krise og slår op med sin fyr. Hun lukker sig ude fra resten af verden, men kommer langsomt tilbage til det andet liv, som hun nu skal leve. Videoen fortæller også, hvad samfundet kan hjælpe hende med.